# Croydon kerület
Croydon kerület London külső déli részén fekvő kerülete. Területe 34 négyzetmérföld (87 km²), a főváros legnépesebb része. Központjában fekszik a történelmi Croydon város, ahonnan a kerület a nevét kapta. Belső-Londont leszámítva ez Délkelet-Anglia legnagyobb irodai és kereskedelmi központja.

## Fekvése
Croydont nyugaton Sutton, Merton, északon Lambeth, keleten Bromley határolja.

## Története
A kerületet 1965-ben Coulsdon and Purley Városi Körzet és Croydon Megyei Kerület összevonásával hozták létre. Jelenleg, 2001-től kabinetrendszerű önkormányzat vezeti.
Croydon 2000-ben és 2002-ben sikertelenül pályázott a city státusz elnyerésére. Ha ez sikerült volna neki, ez lett volna a City of London és a City of Westminster után a harmadik terület Nagy-Londonban, melynek ilyen rangja van.

## Népessége
A kerület népessége a korábbiakban az alábbi módon alakult:
| Lakosok száma | 368 900 | 379 000 | 385 346 | 392 224 |
|               | 2012    | 2015    | 2018    | 2022    |

## Körzetei
- Addington
- Addiscombe
- Broad Green
- Coombe
- Coulsdon
- Croydon – a központi terület

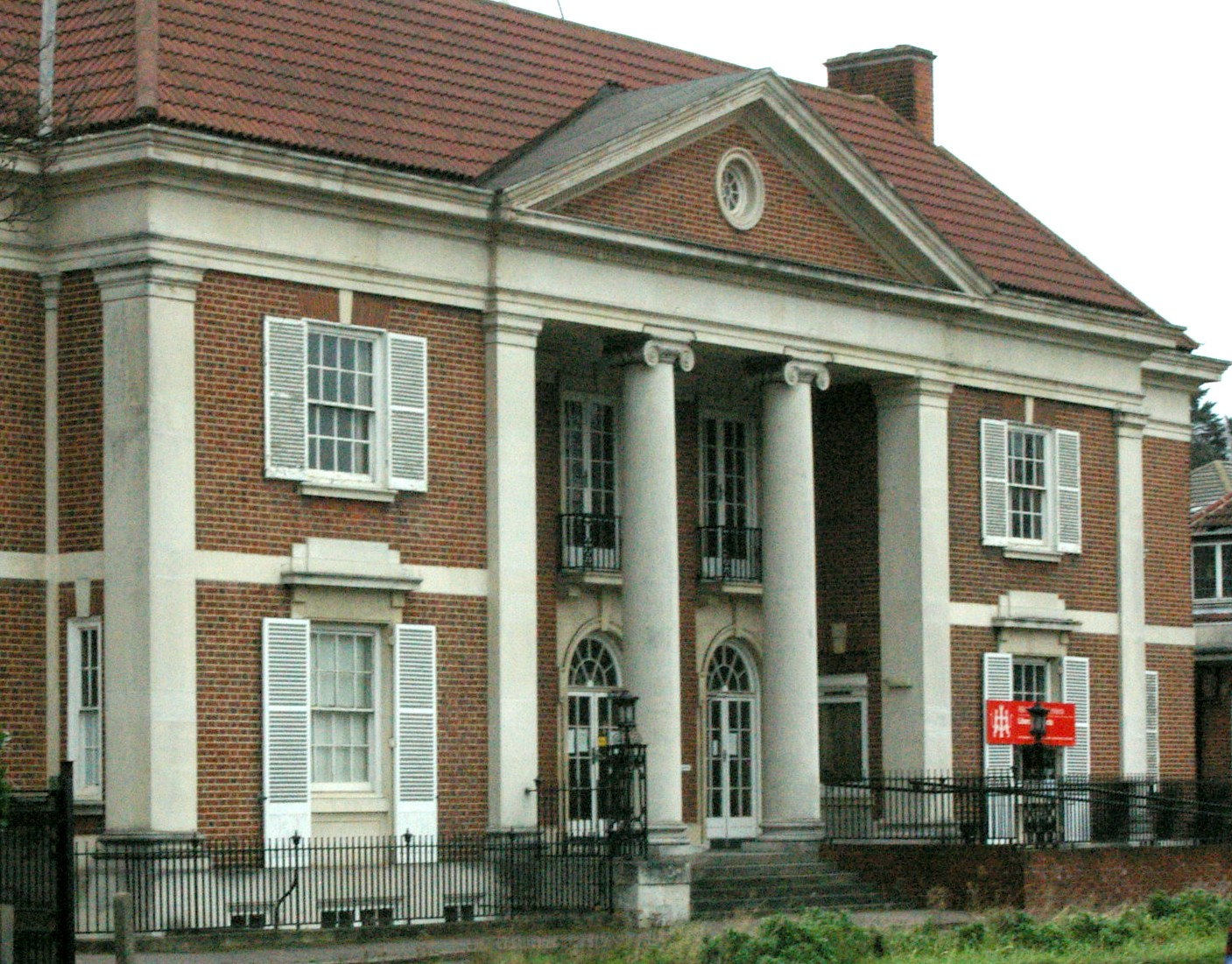
A régebbi Coulsdon and Purley Városi Körzet Önkormányzatának az irodái

- Crystal Palace – megosztva Lambethtel, Southwarkkal és Bromley-val
- Forestdale
- Hamsey Green
- Kenley
- New Addington
- Norbury
- Purley
- Sanderstead
- Selhurst
- Selsdon
- Shirley
- South Croydon
- South Norwood
- Thornton Heath
- Upper Norwood
- Waddon
- West Croydon
- Woodcote
- Woodside

## Vasútállomások
Állomások Croydonban:
- East Croydon állomás
- South Croydon vasútállomás
- West Croydon állomás

A kerület határain belül a következő 13, alfabetikus sorrendben lévő vasútállomás található:
- Coulsdon South vasútállomás
- Kenley vasútállomás
- Norbury vasútállomás
- Norwood Junction vasútállomás
- Purley vasútállomás
- Purley Oaks vasútállomás
- Reedham vasútállomás
- Riddlesdown vasútállomás
- Sanderstead vasútállomás
- Selhurst vasútállomás
- Smitham vasútállomás
- Thornton Heath vasútállomás
- Waddon vasútállomás
- Woodmansterne vasútállomás

A következő állomás a határokon kívül található, mégis kiszolgálja a terület egyes részeit:
- Crystal Palace vasútállomás

## Croydon kerülethez kapcsolódó személyek
A következő embereket valamilyen kapcsolat fűzi Croydonhoz:
- John Whitgift Canterbury érsek (kb. 1530–1604), a Keresztelő Szent János-plébániatemplomban van eltemetve. Számos más püspök nyugszik a St Mary'sben Addingtonban.
- John Ruskin Művészetkritikus és társadalomteoretikus (1819–1900) Gyermekkorának nagy részét Croydonban, édesanyja családi házában töltötte, melyet felnőttként is gyakran meglátogatott. Szüleit Shirleyben temették el.
- John Horniman (1803–1893) és Frederick John Horniman (1835–1906), teakereskedők, -gyűjtők és jótékonykodók, Coombe Cliffben a Coombe Roadon laktak
- Alfred Russel Wallace (1823–1913), természettudós. Croydonban, a St Peter's Road 44-ben lakott. Ö egyedül kidolgozta a természetes kiválasztódáson alapuló evolúciós elmélete, s mikor ezt Charles Darwin megtudta, akkor publikálta saját kutatási eredményeit.
- Miles Malleson (1888–1969) színész, dramaturg Croydonban született.
- Émile Zola (1840–1902) francia író 1898–1899-ben a The Queen's Hotelben Upper Norwoodban a Church Road 122-ben lakott.
- William Ford Robertson Stanley (1829–1909), feltaláló, gyűjtő, tudományos készülékeket gyártó cég tulajdonosa, emberbarát. Croydonban lakott, megalapította és felépítette a Stanley Halls technikumot, ami South Norwoodban a South Norwood Hill 12-ben található.
- Sir Arthur Conan Doyle (1859–1930) Sherlock Holmes figurájának megalkotója és a könyvek írója 1891-1984 között South Norwoodban a Temison Road 12-ben lakott.
- D. H. Lawrence (1885–1930) író 1908-1912 között Addiscombe-ben a Colworth Road 12-ben lakott és a Davidson Road Schoolban tanított.
- Samuel Coleridge Taylor (1875–1912) zeneszerző Selhurstban a Dagnall Park 30-ban lakott.
- Will Hay (1888–1949) komikus színész, 1927-1934 között Norburyben a The Chase 45-ben lakott.
- Cicely Mary Barker (1895–1973) illusztrátor és művész, aki a híres Flower Fairies könyvek megalkotója, Croydon született és itt élt. A Croydon School of Artban tanult.
- Sir David Lean (1908–1991) színigazgató 1908. március 25-én Croydonban született.
- Dame Peggy Ashcroft (1907–1991) színésznő, Croydonban született, gyerekéveit a George Streeten töltötte. Rá emlékeztet az Ashcroft Theatre, a Fairfield Halls egy része.
- Roy Hudd humorista 1936-ban Coydonban született.
- Frederick George Creed (1871–1957) a telex feltalálója, 20 Outram Road, Addiscombe-ban, az Outram Road 20-ban lakott.
- Adam Ant popsztár Croydonban született.
- Desmond Dekker (1941-2006) legendás ska énekes Thornton Heathben lakott.
- A The Damned eredeti tagjai Croydonban nőttek fel.
- Kate Moss szupermodell Croydonban, 1974. január 16-án született.
- Wilfred Wood 1985-2002 között Croydon püspöke volt, az első néger anglikán püspök.
- Ian Wright A Brit Birodalomért Rend tagja, az Arsenal korábbi labdarúgója, Shirleyben lakik.
- Kirsty MacColl, dalszövegíró Croydonban született és nevelkedett fel.
- Ronnie Corbett, komikus színész sok évig Shirleyben lakott.
- Frederick Goodfellow (1874-1960), a Londoni Rendőrség tagja, az 1908. évi nyári olimpiai játékokon kötélhúzásban aranyérmet nyert.
- Stormzy rapper

## Croydoni Tanács
A Croydoni Tanács felelős a kerület közigazgatási ügyeinek rendezéséért. 24 választókerületben 70 képviselőt választanak. 
| Év   | Adminisztráció | Adminisztráció | Konzervatív | Munkáspárt | LiberálisDemokraták | Zöldek | Egyéb |
| ---- | -------------- | -------------- | ----------- | ---------- | ------------------- | ------ | ----- |
| 1964 |                | Nincs többség  | 21          | 21         | -                   | -      | 18    |
| 1968 |                | Konzervatív    | 47          | 1          | 1                   | -      | 11    |
| 1971 |                | Konzervatív    | 30          | 27         | -                   | -      | 3     |
| 1974 |                | Konzervatív    | 40          | 17         | -                   | -      | 3     |
| 1978 |                | Konzervatív    | 56          | 11         | -                   | -      | 3     |
| 1982 |                | Konzervatív    | 62          | 5          | -                   | -      | 3     |
| 1986 |                | Konzervatív    | 44          | 26         | -                   | -      | -     |
| 1990 |                | Konzervatív    | 41          | 29         | -                   | -      | -     |
| 1994 |                | Munkáspárt     | 30          | 40         | -                   | -      | -     |
| 1998 |                | Munkáspárt     | 31          | 38         | 1                   | -      | -     |
| 2002 |                | Munkáspárt     | 32          | 37         | 1                   | -      | -     |
| 2006 |                | Konzervatív    | 43          | 27         | -                   | -      | -     |
| 2010 |                | Konzervatív    | 37          | 33         | -                   | -      | -     |
| 2014 |                | Munkáspárt     | 30          | 40         | -                   | -      | -     |
| 2018 |                | Munkáspárt     | 29          | 41         | -                   | -      | -     |
| 2022 |                | Nincs többség  | 33 (+P)     | 34         | 1                   | 2      | -     |

### Croydoni városháza
A Katharine Streeten, Croydon központjában található városháza ad otthont a gyűlés helyszínének, a polgármester és más képviselők irodáinak, a választási szervezeteknek, a művészeti és az örökségként a kerületre hagyott tárgyaknak.

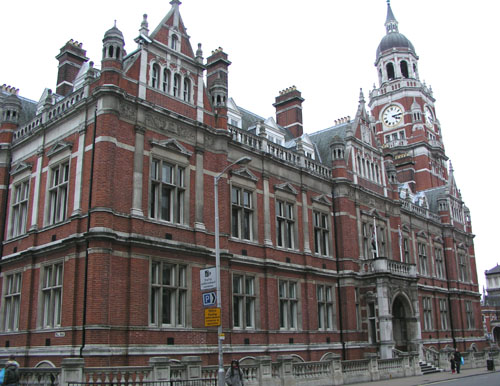
Croydon Viktória korabeli városháza

A jelenlegi Croydon harmadik városháza. Az elsőt 1566-ban vagy 1609-ben építették. A másodikat 1808-ban azért építették, hogy ki tudja szolgálni a növekvő kerület egyre bővülő igényeit, de az új helyszín 1895-ös átadását követően a másodikat lerombolták.
A jelenlegi épületet a helybeli építész, Charles Henman tervezte és hivatalosan 1896. május 19-én a walesi herceg és hercegnő adta át. Vörös téglából készült, amit Wrothamből Kentből hoztak, a tető pedig zöld westmorelandi pala.
Egyes részeit, többek között a tanácstermeket múzeummá és kiállítótermekké alakították. Az eredetileg közkönyvtárnak épült rész ma mozi, ami a Croydon Clocktowerben található. A Braithwaite Hallt előadásokkor használják. A városházát az 1990-es évek közepén felújították és az impozáns főlépcsősort, ami el volt zárva a látogatóközönség elől és csak a képviselők használhattak, 1994-ben újra megnyitották.

### Taberner House

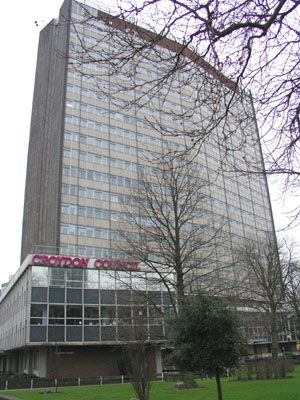
Croydon Taberner House egyik irodája

A Taberner House-t 1964 és 1967 között építették H Thornley, Allan Holt és Hugh Lea tervei alapján. A tanácsnak már a 20-as évektől több helyre volt szüksége. Az épület klasszikus stílusban épült. Mindkét oldala felé a fölső részen elegáns lemez halad, amivel a híres milánói Pirelli tornyot akarták utánozni. A nevét Ernest Tabernerről kapta, aki 1937 és 1963 között a tanácsnál dolgozott.

### A kerület vezetői
- Vezető – Cllr Mike Fisher
- Helyettesei – Cllr Steve O'Connell és Cllr Dudley Mead

## Testvérváros
- Arnhem Hollandia

Ezen kívül a tanács egy guyanai kapcsolatot is ápol.